# 大阪府立臨海スポーツセンター
大阪府立臨海スポーツセンター（おおさかふりつりんかいスポーツセンター）は、大阪府高石市にある体育館である。

## 概要
1971年3月着工、1972年6月竣工。もともと堺泉北臨海工業地帯の労働者の健康増進や娯楽機会の提供の目的で造られた。屋内スポーツの大会にも使用される二つの体育室と通年営業のアイススケート場からなる。かつてはスイミングプールも併設していた
。
開館当初は財団法人大阪府スポーツ・教育振興財団が管理運営していたが、2006年4月からは南海グループが指定管理者として管理に当たっている。
2008年に大阪府知事に就任した橋下徹が大阪府の行財政改革の一環で、臨海スポーツセンターを廃止してなみはやドームへ統合する方針が打ち出されたが、橋下の後任知事となった松井一郎が改修費の半額を集めることを存続の条件として提示、「臨海スポーツセンター支援の会」がその額となる1億5,000万円を寄付金として集め、2013年2月14日に同センターを練習拠点として使用していたフィギュアスケート選手の髙橋大輔を通じて寄付金が手渡され、存続が決定した。寄付金のうち1億3000万円は匿名の寄付者によるものであった。

## 施設
- 第一体育室 - 1,555m2
- 第二体育室 - 1,088m2
- アイススケート場（第三体育室） - 1,593m2
- 会議室

## 交通アクセス
- 南海高師浜線高師浜駅から徒歩3分

羽衣駅周辺高架化工事の影響で高師浜線は2021年5月22日から2024年4月5日まで全線運休中であり、代行バスが運行されていた。ただ、通常の最寄り駅である高師浜駅は周辺道路が狭隘で駅前への代行バス車両の乗り入れが難しいため、暫定的に当施設敷地内に仮設バスターミナル高師浜停留所が設置されていた。

## 脚註
1. 1 2  施設概要
2. ↑  体育会館など10施設統廃合、私学助成削減　大阪府改革 朝日新聞 2008年4月7日
3. ↑  “大阪府に1億5千万円寄付　フィギュア高橋選手ら　臨海スポーツセンター存続確実に”. MSN産経west. (2013年2月12日)
4. ↑  “高橋、町田も感謝…リンク救った匿名の1億寄付”. 読売新聞. (2014年2月4日) 2014年2月4日閲覧。
5. ↑  『高師浜線 鉄道代行バスの運行内容・利用方法のご案内（バス時刻表掲載版）』（PDF）（プレスリリース）南海電気鉄道。2021年5月22日閲覧。
6. ↑  大阪府; 高石市; 南海電鉄『南海本線・高師浜線（高石市）連続立体交差事業 高師浜線が4月6日（土）始発から全線高架化・運行再開』（PDF）（プレスリリース）2024年2月15日。オリジナルの2024年2月15日時点におけるアーカイブ。2024年2月15日閲覧。